# Гришко, Татьяна Александровна
Татьяна Александровна Гришко (бел. Тацяна Аляксандраўна Грышко; 28 сентября 1954 года, деревня Бокиничи, Пинский район, Брестская область, БССР, СССР — 6 марта 2018 года, Брест, Белоруссия) — белорусская спортсменка, стрелок из лука. Чемпионка Паралимпийских игр 1992 года. Кандидат в мастера спорта (1990).

## Биография
Татьяна родилась в многодетной семье, где была вторым ребёнком. В 1962 году заболела полиомиелитом, в результате которого отнялись ноги. Восстановление заняло годы, Татьяна ходила с костылями, позже с помощью трости. В 1973 году окончила Речицкую спецшколу для детей-инвалидов, в 1975 году — Пинский учётно-кредитный техникум. С 1976 года работала в Бресте ведущим специалистом городского отделения Госбанка.
В 1989 году был создан первый в стране физкультурно-спортивный клуб инвалидов «Шанс». Под руководством тренера, Виктора Пряхина, Татьяна смогла выиграть чемпионат города, затем области и страны. В 1990 году стала первой чемпионкой СССР среди инвалидов. Эта победа дала возможность выступить на чемпионате мира в Нидерландах, где она выиграла бронзовую медаль и получила допуск к Паралимпийским играм.
Татьяна не была фаворитом на играх 1992 года в Барселоне. Спортсменка была счастлива, пройдя квалификацию и выйдя в четвертьфинал. В полуфинале обошла датчанку Ханне Твед, психологически подавив её двумя подряд «десятками», в финале обыграла шведку Сив Тулин. После победы Татьяна продолжила работать в банке и тренироваться в свободное время.
В 1995 году выиграла чемпионат мира с мировым рекордом. На Паралимпийских играх 1996 и 2004 годов заняла 5 и 16 (последнее) место. Была готова выступить на играх 2008 года в Пекине, но поездку отменили в последний момент.
Умерла 6 марта 2018 года от продолжительной болезни. Похоронена 7 марта в родной деревне Бокиничи.

## Основные результаты

### Международные
| Год  | Соревнования                                                                                      | Место проведения   | Место | Дисциплина                  |
| ---- | ------------------------------------------------------------------------------------------------- | ------------------ | ----- | --------------------------- |
| 1990 | Чемпионат мира по стрельбе из лука среди спортсменов с поражением опорно-двигательного аппарата   | Ассен, Нидерланды  | 3     | Индивидуальные соревнования |
| 1991 | Чемпионат Европы по стрельбе из лука среди спортсменов с поражением опорно-двигательного аппарата | Антверпен, Бельгия | 1     | Командные соревнования      |
| 1991 | Чемпионат Европы по стрельбе из лука среди спортсменов с поражением опорно-двигательного аппарата | Антверпен, Бельгия | 3     | Индивидуальные соревнования |
| 1992 | Летние Паралимпийские игры                                                                        | Барселона, Испания | 1     | Индивидуальные соревнования |
| 1995 | Чемпионат мира по стрельбе из лука среди спортсменов с поражением опорно-двигательного аппарата   | н/д                | 1     | Индивидуальные соревнования |
| 1996 | Летние Паралимпийские игры                                                                        | Атланта, США       | 5     | Индивидуальные соревнования |
| 2004 | Летние Паралимпийские игры                                                                        | Афины, Греция      | 9     | Индивидуальные соревнования |

### Национальные
Чемпионка СССР (1989—1991), чемпионка СНГ (1992), чемпионка Белоруссии (1993—2004).

## Личная жизнь
В 1991 году вышла замуж за своего тренера, Вячеслава Иванчука.